# Satz von Baire
Der Satz von Baire, auch Bairescher Kategoriensatz, Satz von Baire-Hausdorff oder einfach Kategoriensatz genannt, ist ein Lehrsatz aus der Mathematik. Er wird in der Literatur in verschiedenen Versionen formuliert und enthält im Kern eine topologische Aussage. Diese Aussage ist in verschiedenen angrenzenden Teilgebieten der Mathematik wie der deskriptiven Mengenlehre, der Maßtheorie und der Funktionalanalysis von erheblicher Bedeutung. So lassen sich der Satz von Banach-Steinhaus, das Prinzip der gleichmäßigen Beschränktheit und der Satz über die offene Abbildung aus dem Satz von Baire ableiten.
Die Benennung als „Kategoriensatz“ beruht auf der Tatsache, dass für die Formulierung des Satzes spezielle Mengen verwendet werden, die als Mengen erster und Mengen zweiter Kategorie bezeichnet werden. Es besteht kein direkter Bezug zur Kategorientheorie.
Die ersten Versionen des Satzes stammen von William Fogg Osgood (1897 Herleitung für den Spezialfall der reellen Achse {\displaystyle \mathbb {R} }) und von René Louis Baire (1899 Herleitung für den Spezialfall des euklidischen Raumes {\displaystyle \mathbb {R} ^{n}}). Eine allgemeinere Version wurde von Felix Hausdorff im Jahr 1914 gezeigt.

## Vorbemerkung
Zur Formulierung des Satzes von Baire sind einige Begriffe notwendig. Sie werden folgend kurz definiert, eine detaillierte Ausführung mit Beispielen und Bemerkungen findet sich in den entsprechenden Hauptartikeln.
- Eine Menge heißt nirgends dicht, wenn das Innere ihres Abschlusses leer ist.
- Eine Menge heißt eine magere Menge, wenn sie eine abzählbare Vereinigung von nirgends dichten Mengen ist. Magere Mengen werden auch synonym Mengen erster (Baire-)Kategorie genannt.
- Eine Menge heißt eine fette Menge, wenn sie nicht mager ist. Fette Mengen werden auch synonym Mengen zweiter (Baire-)Kategorie genannt.
- Eine Menge heißt eine komagere Menge, wenn sie das Komplement einer mageren Menge ist. Komagere Mengen werden auch synonym residuelle Mengen genannt.

## Aussage
Anm.: In Klammern sind gleichwertige Aussagen mit alternativen Formulierungen durch die oben aufgeführten Begriffe zu finden.
Sei {\displaystyle (X,d)} ein vollständiger metrischer Raum. Dann gelten die folgenden vier (äquivalenten) Aussagen und werden als Satz von Baire bezeichnet:
- Der Schnitt von abzählbar vielen dichten, offenen Mengen ist wieder dicht.[7]
- Jede offene, nichtleere Teilmenge ist fett. (Jede offene, nichtleere Menge ist von zweiter Kategorie.)[8]
- Das Komplement einer mageren Mengen ist dicht in {\displaystyle X}. (Jede komagere Menge in {\displaystyle X} ist dicht in {\displaystyle X}.)[9]
- Jede Vereinigung von abzählbar vielen abgeschlossenen Mengen ohne innere Punkte hat keinen inneren Punkt.

Teils wird auch die folgende, schwächere Aussage als Satz von Baire bezeichnet:
- Ist {\displaystyle X} ein nichtleerer vollständiger metrischer Raum und sind {\displaystyle (A_{n})_{n\in \mathbb {N} }} abgeschlossene Mengen, die {\displaystyle X} überdecken, so existiert ein {\displaystyle k_{0}}, so dass {\displaystyle A_{k_{0}}} ein nichtleeres Inneres besitzt. (Ein nichtleerer vollständiger metrischer Raum ist von zweiter Kategorie in sich.)

Allgemeiner wird die folgende Aussage als Satz von Baire bezeichnet:
- Jeder vollständig metrisierbare Raum und jeder lokalkompakte Hausdorff-Raum ist ein Baire-Raum[6]

## Anwendungen
Der Satz von Baire ermöglicht elegante Beweise zentraler Sätze der klassischen Funktionalanalysis:
- Prinzip der gleichmäßigen Beschränktheit
- Satz von Banach-Steinhaus
- Satz über die offene Abbildung
- Satz von Osgood (Funktionalanalysis)

### Existenz nirgends differenzierbarer Funktionen
Auf {\displaystyle [0,1]} existieren stetige Funktionen, die an keiner Stelle differenzierbar sind. Um dies zu sehen, setzt man für {\displaystyle n\in \mathbb {N} }
{\displaystyle O_{n}:=\left\{f\in C[0,1]\ \left|\ \forall t\in [0,1]\colon \sup _{0<|h|<{\frac {1}{n}}}\left|{\frac {f(t+h)-f(t)}{h}}\right|>n\right.\right\}.}
Versieht man den Vektorraum {\displaystyle C([0,1])} mit der Supremumsnorm, so kann man zeigen, dass {\displaystyle O_{n}} offen und dicht im {\displaystyle C([0,1])} liegt. Aufgrund des Satzes von Baire weiß man, dass der Raum {\displaystyle \textstyle D:=\bigcap _{n=1}^{\infty }O_{n}} dicht in {\displaystyle C([0,1])} liegt. Die Funktionen in {\displaystyle D} sind stetig und an keiner Stelle differenzierbar.

### Basis eines Banachraums
Eine andere Anwendung des Satzes von Baire zeigt, dass jede Basis eines unendlichdimensionalen Banachraumes überabzählbar ist.
Beweis durch die Gegenannahme, es gäbe eine abzählbare Basis {\displaystyle \left\{b_{n}\right\}_{n\in \mathbb {N} }} des Banachraumes {\displaystyle \left.V\right.}.
Sei {\displaystyle V_{n}:=\mathrm {span} \left\{b_{1},b_{2},\dots ,b_{n}\right\}}. Dann gilt:
- als endlichdimensionale Vektorräume sind die {\displaystyle \left.V_{n}\right.} abgeschlossen,
- ihre Vereinigung ergibt den ganzen Raum: {\displaystyle \cup _{n\in \mathbb {N} }\,V_{n}=V}.

Nach dem Satz von Baire muss einer der {\displaystyle \left.V_{n}\right.} eine Kugel enthalten. Ein Untervektorraum, der eine Kugel enthält, ist aber immer der ganze Raum. Dadurch würde {\displaystyle \left.V\right.} zu einem endlichdimensionalen Raum, was zu einem Widerspruch führt.

### Abzählbare lokalkompakte topologische Gruppen
Mit dem Satz von Baire lässt sich zeigen, dass höchstens abzählbare lokalkompakte, hausdorffsche topologische Gruppen diskret sind: Sie sind die Vereinigung höchstens abzählbar vieler einelementiger Mengen. Diese sind abgeschlossen, somit muss nach dem Satz von Baire mindestens eine von ihnen offen sein. Das heißt, es gibt in der Gruppe einen isolierten Punkt, damit sind aber auch alle Punkte isoliert, da topologische Gruppen homogen sind, und die Topologie diskret.

## Vergleichbare Begriffsbildungen in der Maßtheorie
In der Maßtheorie wird gezeigt, dass sich der Raum {\displaystyle \mathbb {R} ^{n}}, versehen mit dem Hausdorff- bzw. Lebesgue-Maß, nicht als abzählbare Vereinigung von Nullmengen schreiben lässt. Ersetzt man hier den Begriff Nullmenge durch magere Menge, erhält man in diesem Spezialfall die Aussage des baireschen Kategoriensatzes. Die baireschen Kategorien können somit als topologisches Analogon zu Nullmengen bzw. Maßräumen in der Maßtheorie gesehen werden. In der Tat bestehen weitreichende Gemeinsamkeiten. Diese werden in Oxtoby (1980) ausführlich beschrieben. Man beachte aber, dass es im {\displaystyle \mathbb {R} ^{n}} magere Mengen gibt, die keine Nullmengen sind, und umgekehrt.